# SN 2001O
SN 2001O – supernowa typu I odkryta 23 stycznia 2001 roku w galaktyce A103336+0012. W momencie odkrycia miała maksymalną jasność 18,70m.